# Endiandra engleriana
Endiandra engleriana är en lagerväxtart som beskrevs av Teschn.. Endiandra engleriana ingår i släktet Endiandra och familjen lagerväxter. Inga underarter finns listade i Catalogue of Life.